# Herbert Baker (sceneggiatore)
Herbert Baker (New York City, 25 dicembre 1920 – Los Angeles, 30 giugno 1983) è stato uno sceneggiatore statunitense vincitore di due Primetime Emmy Awards.

## Filmografia

### Cinema
- Due sorelle a New York (So This Is New York), regia di Richard Fleischer (1948)
- Il caporale Sam (Jumping Jacks), regia di Norman Taurog (1952)
- Morti di paura (Scared Stiff), regia di George E. Marshall (1953)
- La sposa sognata (Dream Wife), regia di Sidney Sheldon (1953)
- Il grande alleato (Big Leaguer), regia di Robert Aldrich (1953)
- Francis Joins the WACS, regia di Arthur Lubin (1954)
- Artisti e modelle (Artists and Models), regia di Frank Tashlin (1955)
- Gangster cerca moglie (The Girl Can't Help It), regia di Frank Tashlin (1956)
- Amami teneramente (Loving You), regia di Hal Kanter (1957)
- La via del male (King Creole), regia di Michael Curtiz (1958)
- C'era una volta un piccolo naviglio (Don't Give Up the Ship), regia di Norman Taurog (1959)
- Matt Helm... non perdona! (Murderer's Row), regia di Henry Levin (1966)
- L'imboscata (The Ambushers), regia di Henry Levin (1967)
- Trafficanti del piacere (Hammerhead), regia di David Miller (1968)
- Sextette, regia di Ken Hughes (1977)
- Il cantante di jazz (The Jazz Singer), regia di Richard Fleischer (1980)

### Televisione
- The Colgate Comedy Hour – serie TV, 1 episodio (1954)
- The Best of Broadway – serie TV, 1 episodio (1954)
- Shower of Stars – serie TV, 1 episodio (1955)
- The Dinah Shore Show – serie TV, 1 episodio (1956)
- Ford Star Jubilee – serie TV, 1 episodio (1956)
- The Frank Sinatra Show – serie TV, 20 episodi (1957-1958)
- The Eddie Fisher Show – serie TV, 6 episodi (1957-1959)
- Club Oasis – serie TV, 1 episodio (1958)
- An Evening with Fred Astaire – speciale TV (1958)
- Startime – serie TV, 1 episodio (1959)
- Some of Manie's Friends – film TV (1959)
- The Perry Como Show – serie TV, 3 episodi (1959-1960)
- Kings of Broadway – film TV (1962)
- The Danny Kaye Show with Lucille Ball – speciale TV (1962)
- The Danny Kaye Show – serie TV, 5 episodi (1963-1964)
- The Soupy Sales Show – film TV (1970)
- Movin' – film TV (1970)
- The Many Moods of Perry Como – speciale TV (1970)
- Flip – serie TV, 94 episodi (1970-1974)
- Once Upon a Tour – film TV (1972)
- Keep U.S. Beautiful – speciale TV (1973)
- The Mac Davis Show – serie TV, 1 episodio (1974)
- Barney Miller – serie TV, 1 episodio (1975)
- Rickles – film TV (1975)
- ABC's Wide World of Entertainment – documentario (1975)
- The John Davidson Christmas Show – speciale TV  (1977)
- The People's Command Performance – speciale TV (1978)
- John Denver and the Muppets: A Christmas Together – speciale TV (1979)